# Пиня
Пиня, Пиние (укр. Пиня) — река в Украинских Карпатах, в пределах Мукачевского района Закарпатской области. Правый приток Латорицы (бассейн Тисы).

## Описание
Длина 24 км (вместе с Великой Пиней), площадь водосборного бассейна 209 км². Уклон реки 13 м/км. Река типично горная, с каменистым дном и многочисленными перекатами. Долина узкая, пойма местами односторонняя.

## Название
Происхождение названия реки имеет три версии:
- пенящаяся
- текущая из-под пня
- протекающая в местности, где раньше брали пеню за пересечение границы[3].

## Расположение
Пыня берёт начало в пределах села Поляна, в месте слияния Великой Пини и Малой Пини. Течет преимущественно на юг. Впадает в Латорицу северо-западнее города Свалява.